# Miguel Ángel Quezada
Miguel Ángel Quezada Torres (16 de octubre de 1969) es un ingeniero y político chileno del partido UDI. Ha sido Secretario Regional Ministerial (Seremi) de Hacienda por la Región de Tarapacá, Gobernador de la Provincia de Iquique e Intendente de la Región de Tarapacá y Delegado Presidencial de la Región de Tarapacá, bajo el segundo gobierno de Sebastián Piñera.

## Biografía
Quezada es casado y tiene tres hijos. En 1995 se tituló de ingeniero comercial en la Universidad Arturo Prat, luego obtuvo un MBA en Gestión de Empresas, en la Universidad Técnica Federico Santa María, y más tarde un MBA Internacional en la Universidad Politécnica de Barcelona en España.

## Trayectoria profesional
Quezada ha realizando docencia en la Universidad Arturo Prat, en Inacap y en la Universidad Técnica de Salta (Argentina), instituciones donde realizó cátedras de contabilidad, administración, finanzas, macroeconomía, finanzas internacionales, investigación de mercado y economía para directivos. Además, se desempeñó como jefe de la carrera de Ingeniería en Ejecución en Administración de Empresas en Inacap. En el sector privado, ejerció como gerente general de la Asociación de Usuarios de Zona Franca, A.G.1, y trabajó en empresas como Meisterlich Consultores SpA, Mecapres Ltda., Mapfre Seguros Generales, Banco Santander, Entel PCS y SAAM.

## Carrera política
Fue anunciado para el cargo de Secretario Regional Ministerial de Hacienda por la Región de Tarapacá, en el primer gobierno de Sebastián Piñera, asumiendo el cargo el 11 de marzo de 2010. Este cargo lo dejó el 14 de septiembre de 2012, donde fue llamado para hacerse cargo de la Gobernación de Iquique, cargo que ocupó hasta el fin del primer Gobierno de Sebastián Piñera. El 26 de febrero de 2018 el presidente Sebastián Piñera anunció a Quezada como Intendente de la región de Tarapacá, para su segundo periodo de Presidente. El 14 de julio de 2021 asume como Delegado Presidencial de la Región de Tarapacá.

## Causas judiciales

### Caso Cajas de Alimentos
Fiscalía de Tarapacá solicita la formalización contra ex Intendente de Tarapacá Miguel Ángel Quezada por fraude al fisco y tráfico de influencias en el caso denominado "Cajas de Alimentos"  (se estima que a más de 2 mil millones de pesos podría llegar el monto defraudado), la audiencia de formalización se definió para el 13 de diciembre de 2022.
Adicionalmente el Consejo de Defensa del Estado (CDE) presentó una querella criminal por el delito de Fraude al Fisco ocurrido durante la implementación del Programa “Alimentos para Chile” que permitió la entrega de cajas de alimentos durante el período de pandemia por COVID. La acción del CDE se dirige contra nueve querellados, entre ellos Miguel Ángel Quezada, Ex Intendente y Delegado Presidencial de Tarapacá.
En audiencia de formalización realizada el día martes 13 de diciembre de 2022 se decreta arresto domiciliario nocturno (entre las 22:00 y las 6:00 horas) y la medida de arraigo nacional para el imputado Miguel Ángel Quezada, también se estableció 12 meses de plazo para la investigación.